# Copa de Campeones Femenina de la FIFA
La Copa de Campeones Femenina de la FIFA es una competición internacional de fútbol femenino organizada por la FIFA que tendrá su primera edición en 2026. El torneo reúne a los clubes campeones de cada una de las seis confederaciones continentales, compitiendo anualmente —excepto en los años en que se celebra la Copa Mundial de Clubes Femenina de la FIFA cada cuatro años— para determinar el mejor equipo de clubes femeninos del mundo.

## Historia
El 5 de marzo de 2025, la FIFA anunció la creación de la Copa de Campeones Femenina de la FIFA como parte de su compromiso para potenciar el fútbol femenino de clubes a nivel global. El torneo inaugural está programado para 2026, marcando un hito significativo al proporcionar una plataforma global para que los equipos femeninos de clubes compitan al más alto nivel.

## Formato
La competición incluye a seis equipos, cada uno representando a una de las confederaciones continentales de la FIFA. En la competencia inaugural, las semifinales y la final se jugarán en una sede neutral, con la siguiente estructura:
- Ronda 1: El campeón de la Liga de Campeones Femenina de la AFC recibe al campeón de la Liga de Campeones Femenina de la OFC.
- Ronda 2: El campeón de la Liga de Campeones Femenina de la CAF recibe al ganador de la Ronda 1.
- Semifinales: El ganador de la Ronda 2 se enfrenta al campeón de la Liga de Campeones Femenina de la UEFA, mientras que el campeón de la Copa de Campeones Femenina de la Concacaf juega contra el campeón de la Copa Libertadores Femenina.
- Final y partido por el tercer puesto: Los ganadores de las semifinales disputan la final, y los perdedores juegan el partido por el tercer puesto.

### Cuadro
|  | Ronda 1          | Ronda 1     |                       |              | Ronda 2 | Ronda 2                |                        |  | Semifinales | Semifinales |  |  | Final | Final |
|  |                  |             |                       |              |         |                        |                        |  |             |             |  |  |       |       |
|  |                  |             |                       |              |         |                        |                        |  |             |             |  |  |       |       |
|  |                  |             |                       |              |         |                        |                        |  |             |             |  |  |       |       |
|  |                  |             |                       |              |         |                        |                        |  |             |             |  |  |       |       |
|  |                  |             |                       |              |         |                        |                        |  |             |             |  |  |       |       |
|  |                  |             |                       |              |         |                        |                        |  |             |             |  |  |       |       |
|  |                  |             |                       |              |         |                        |                        |  |             |             |  |  |       |       |
|  |                  |             |                       |              |         |                        |                        |  |             |             |  |  |       |       |
|  |                  |             |                       |              |         |                        |                        |  |             |             |  |  |       |       |
|  |                  |             |                       |              |         |                        |                        |  |             |             |  |  |       |       |
|  |                  |             |                       |              |         |                        |                        |  |             |             |  |  |       |       |
|  |                  |             |                       |              |         |                        |                        |  |             |             |  |  |       |       |
|  | Campeón UEFA     |             |                       |              |         |                        |                        |  |             |             |  |  |       |       |
|  |                  |             |                       |              |         |                        |                        |  |             |             |  |  |       |       |
|  |                  |             | Ganador de la Ronda 2 |              |         |                        |                        |  |             |             |  |  |       |       |
|  |                  |             |                       |              |         |                        |                        |  |             |             |  |  |       |       |
|  |                  |             |                       |              |         |                        |                        |  |             |             |  |  |       |       |
|  |                  |             |                       |              |         |                        |                        |  |             |             |  |  |       |       |
|  | Campeón CAF      |             |                       |              |         |                        |                        |  |             |             |  |  |       |       |
|  |                  |             |                       |              |         |                        |                        |  |             |             |  |  |       |       |
|  |                  |             | Ganador de la Ronda 1 |              |         |                        |                        |  |             |             |  |  |       |       |
|  | Campeón AFC      |             |                       |              |         |                        |                        |  |             |             |  |  |       |       |
|  |                  |             |                       |              |         |                        |                        |  |             |             |  |  |       |       |
|  | Campeón OFC      |             |                       |              |         |                        |                        |  |             |             |  |  |       |       |
|  | Ganador SF1      |             |                       |              |         |                        |                        |  |             |             |  |  |       |       |
|  |                  |             |                       |              |         |                        |                        |  |             |             |  |  |       |       |
|  |                  | Ganador SF2 |                       |              |         |                        |                        |  |             |             |  |  |       |       |
|  |                  |             |                       |              |         |                        |                        |  |             |             |  |  |       |       |
|  |                  |             |                       |              |         |                        |                        |  |             |             |  |  |       |       |
|  |                  |             |                       |              |         |                        |                        |  |             |             |  |  |       |       |
|  |                  |             |                       |              |         |                        |                        |  |             |             |  |  |       |       |
|  |                  |             |                       |              |         |                        |                        |  |             |             |  |  |       |       |
|  |                  |             |                       |              |         |                        |                        |  |             |             |  |  |       |       |
|  |                  |             |                       |              |         |                        |                        |  |             |             |  |  |       |       |
|  |                  |             |                       |              |         |                        |                        |  |             |             |  |  |       |       |
|  |                  |             |                       |              |         |                        |                        |  |             |             |  |  |       |       |
|  | Campeón Concacaf |             |                       |              |         |                        |                        |  |             |             |  |  |       |       |
|  |                  |             |                       |              |         |                        |                        |  |             |             |  |  |       |       |
|  |                  |             | Campeón Conmebol      |              |         | Tercer y cuarto puesto | Tercer y cuarto puesto |  |             |             |  |  |       |       |
|  |                  |             | Campeón Conmebol      |              |         | Tercer y cuarto puesto | Tercer y cuarto puesto |  |             |             |  |  |       |       |
|  |                  |             |                       |              |         |                        |                        |  |             |             |  |  |       |       |
|  |                  |             |                       |              |         |                        |                        |  |             |             |  |  |       |       |
|  | Perdedor SF1     |             |                       |              |         |                        |                        |  |             |             |  |  |       |       |
|  |                  |             |                       |              |         |                        |                        |  |             |             |  |  |       |       |
|  |                  |             |                       | Perdedor SF2 |         |                        |                        |  |             |             |  |  |       |       |
|  |                  |             |                       |              |         |                        |                        |  |             |             |  |  |       |       |
|  |                  |             |                       |              |         |                        |                        |  |             |             |  |  |       |       |
|  |                  |             |                       |              |         |                        |                        |  |             |             |  |  |       |       |
|  |                  |             |                       |              |         |                        |                        |  |             |             |  |  |       |       |

## Ediciones
| Copa de Campeones Femenina de la FIFA | Copa de Campeones Femenina de la FIFA | Copa de Campeones Femenina de la FIFA | Copa de Campeones Femenina de la FIFA | Copa de Campeones Femenina de la FIFA |
| Año                                   | Campeón                               | Resultado                             | Subcampeón                            | Sede                                  |
| ------------------------------------- | ------------------------------------- | ------------------------------------- | ------------------------------------- | ------------------------------------- |
| 2026                                  | Bandera de ?                          |                                       | Bandera de ?                          |                                       |